# Leticia Gómez
Leticia Gómez (Ciudad de México, 1936) es una actriz mexicana.

## Biografía
Leticia Gómez comenzó su educación teatral a los 15 años con el director mexicano-japonés Seki Sano. Un año más tarde ingresó al Instituto Nacional de la Juventud Mexicana (INJUVE) con Xavier Rojas donde fue discípula de Gloria García. En 1954 se incorporó a la Escuela Nacional de Bellas Artes mientras asistía al Conservatorio Nacional de Música donde realizó estudios de piano. Finalizó sus estudios como parte de la primera generación del Centro Universitario de Teatro.
Tuvo su bautismo europeo en el Festival de Teatro Universitario de Nancy en 1964. Se mantuvo activa haciendo teatro con el dramaturgo Héctor Azar y el director Juan Ibáñez. También realizó algunas películas hasta el principio de la década de 1970. Continuó actuando con menos frecuencia dedicándose a la promoción teatral y la enseñanza en instituciones gubernamentales. Al final de la década de 1980 trabajaba como profesora de teatro para el Centro Cultural Ollin Yoliztli cuando el maestro Héctor Azar le propuso reiniciar colaboraciones.
Durante la década de 1990 realizó pequeños papeles en cortometrajes con la intención de ayudar a jóvenes estudiantes del Centro Universitario de Estudios Cinematográficos (CUEC) y del Centro de Capacitación Cinematográfica (CCC). En la década siguiente participó en series de televisión y comerciales. Es en esta época que algunos de los estudiantes del CUEC y el CCC  habían comenzado carreras profesionales y la llamaron para realizar papeles en producciones más grandes.

## Cine
| Año  | Título                                           | Personaje         | Director                  |
| ---- | ------------------------------------------------ | ----------------- | ------------------------- |
| 2021 | Los Días Francos                                 | Doña Pilar        | Ulises Pérez Mancilla     |
| 2019 | Encuentro                                        | Lulú              | Iván Löwenberg            |
| 2018 | Los hermosos vencidos                            | Dueña de la fonda | Guillermo Magariños       |
| 2017 | Asfixia                                          | Yola (abuela)     | Kenya Márquez             |
| 2016 | Terry                                            | Rosario           | Ulises Pérez Mancilla     |
| 2016 | La Caridad                                       | Lupe o Magda      | Marcelino Islas Hernández |
| 2015 | La Calle de la Amargura (Bleak Street en inglés) | viejita o mendiga | Arturo Ripstein           |
| 2012 | Pollito Chicken, Gallina Hen                     | Madre Margarita   | Marta Hernaiz Pidal       |
| 2010 | Martha                                           | Sonia             | Marcelino Islas Hernández |
| 2009 | Naco es chido                                    | Doña Pina         | Sergio Arau               |
| 2005 | Malos hábitos (Bad Habits en inglés)             | monja             | Simón Bross               |
| 1999 | La Paloma de Marsella (Take It Or Leave It)      | anciana           | Carlos García Agraz       |
| 1999 | Gladiola                                         | Gladiola          | Everardo González         |
| 1996 | Sobrenatural (All of Them Witches en inglés)     | vecina            | Daniel Gruener            |
| 1994 | Domingo Siete                                    | anciana           | Flavio González Mello     |
| 1978 | La Canción de Pola                               | sirvienta         | José Tomas Zepeda Monge   |
| 1966 | Los Caifanes (The Outsiders en inglés)           | Lupe o Magda      | Juan Ibáñez               |

## Teatro
| Año  | Nombre                                                         | Espacio                                       | Director      |
| ---- | -------------------------------------------------------------- | --------------------------------------------- | ------------- |
| 2015 | La Clase de Piano                                              | Microteatro México (Roble 3)                  | Tiaré Scanda  |
| 1994 | El Verdadero Oeste (True West en inglés)                       | Foro La Gruta                                 | Sergio Zurita |
| 1987 | El Astrónomo                                                   | Museo de Arte Moderno, Ciudad de México       | Héctor Azar   |
| 1964 | Olímpica                                                       | Teatro de la Universidad                      | Héctor Azar   |
| 1964 | El Amor Médico                                                 | Teatro Universitario Arcos Caracol            | André Moreau  |
| 1963 | Historia de Vasco                                              | Teatro Universitario Arcos Caracol            | Héctor Azar   |
| 1963 | Divinas palabras                                               | Teatro de la Universidad (antes El Caballito) | Juan Ibáñez   |
| 1962 | Puños de oro (Golden Boy en inglés)                            | Teatro Manolo Fábregas (antes Nuevo Ideal)    | Lola Bravo    |
| 1962 | Las brujas de salem (The Crucible en inglés)                   | Teatro Manolo Fábregas                        | Lola Bravo    |
| 1961 | El aniversario, El oso (The Bear en inglés) y Petición de mano | Teatro de la Feria                            | Lola Bravo    |
| 1960 | La Cita                                                        | Teatro Orientación                            | Lola Bravo    |
| 1960 | El Jardinero y Los Pájaros                                     | Teatro Orientación                            | Lola Bravo    |

## Comerciales
| Año        | Nombre                        | Director       |
| ---------- | ----------------------------- | -------------- |
| 2017       | Banco Azteca - Credimax       | Lourdes Frutos |
| 2015       | Ariel - Las Poderosas         | Simón Bross    |
| circa 2007 | La Generosidad                | [ 33 ]         |
| 2004       | Unefón - Monjas               | Simón Bross    |
| 1998       | Aeroméxico - Equipaje         | Simón Bross    |
| 1998       | Aeroméxico - Teléfono a bordo | Simón Bross    |

## Televisión
- La carreta de la muerte (2009) Episodio de la quinta temporade de la serie Lo que la gente cuenta.